# Чистое (Тверская область)
Чи́стое — деревня в Торопецком районе Тверской области в составе Пожинского сельского поселения.

## География
Село Чистое расположено в западной части Тверской области, в Торопецком районе. Охватывает пространство в 55 га. С севера село ограничено дорогой, с юга и запада граница землевладения проведена через лесной массив. Восточная граница определена озером «Чистое».
Название озера Чистое по этимологии гидронима — звучит как «прозрачное, светлое», то есть соответствует цвету воды. Пейзажи Чистого складываются из захватывающих дух панорам, раскрывающихся с верхушки холма, к крутому подножью которого подступают верхушки елей. Обернувшись, можно наблюдать вид на пологие склоны холмов, поляны, уходящие в лес.
Рельеф территории насыщен и непредсказуем, удивляет неожиданными сменами картин природы. Рельеф села в основном спокойный и более крутой в районе спусков к озеру и при въезде.
Несомненным достоинством данного участка, относительно перспективы возрождения и развития, является, в первую очередь, его местоположение: благодаря лесным массивам и холмистому рельефу, село обретает приватность и изолированность, а благодаря окружению близ находящихся деревень Косилово и Бубоницы обладает дополнительными ресурсами для совместного проекта по возрождению деревень.

## История
Впервые упоминается село Чистое в Писцовой книге в 1540 г.
«Село Чистое над озером Чистым, а в нём церковь Покров святая богородицы: (в) сам Ондрей Ушаков, (в) поп Симеон, (в) Андреев (ч) Матушка, (в) проскурница, (в) пономарь. Да к тому же сельцу Ондрей припустил деревню Чистую Чюпровскую Иванову, пашни в поле 25 чети, сена 80 копен, а сено косят на сельцах на Леонове да Трофимове Давыдском.»
Основой для образования села Чистое послужил водный путь «из грек в варяги» по р. Ловати на рубеже Новгородских земель с Великим Княжеством Литовским. Важнейшей составной частью Великой водной магистрали являлась река Ловать и её приток Кунья с Сережей, а также Западная Двина с её притоком Торопой. Ловатский участок пути проходил по территории современного Усвятского района, а также Великолуцкого, Торопецкого и Холмского уездов бывшей Псковской губернии.
В селе сохранилась Покровская церковь (Ильинская), каменная, освящена в 1720 году. Сохранился только четверик, перекрытый сомкнутым сводом и увенчанный главкой. Апсида, трапезная и северный придел разрушены. На их месте груда кирпича. Уцелевшая металлическая кровля над храмом в плохом состоянии.

Рядом с церковью сохранились остатки усадебного парка и копаный пруд. Планировка парка почти совсем не прослеживается, большинство деревьев вырублено, только около пруда сохранилась надпрудная липовая аллея.
Выписка из церковно-приходской книги:

«Неворожская волость. Торопецкий уезд. Погост Чистый.

Священник Димитрий Иродионов Панов 

Священник Петр Мелхиседеков — 1884 

Протоирей Петр Петрович Харлов — 1886-08.04.1916 

Священник Григорий Безсеребренников — 01.08.1916-07.08.1916 

Священник Иоанн Софийский — 19.08.1916»
Землевладельцы (памятная книжка Псковской губернии на 1905—1906 гг.)

Бенуа Михаил Михайлович — 332 десятины 

Янушкевич Мария Иосифовна — 389 десятин 

Янушкевич Николай Николаевич 

Янушкевич Владимир Николаевич — 2352 десятины
Запись в книге «Списки населенных мест по сведениям 1872—1877 гг. Псковская губерния.» сообщает о селе Чистом:
«Число дворов — 8. Число жителей: муж. пола — 8, жен. пола — 12»

#### Книга памяти
- ЕМЕЛЬЯНОВ Герасим Михайлович. род. 1915, дер. Чистое. Чистовский сельсовет. Призван в 1941. Красноармеец, Погиб, сентябрь 1942. Похоронен: г. Кириши Ленинградской области.
- ФЕДОРОВ Александр Федорович. род. 1910, дер. Чистое. Чистовский сельсовет. Призван в 1941. Рядовой, Погиб, июль 1943.
- МАТВЕЕВ Василий Филиппович. род. 1924, дер. Чистое. Чистовский сельсовет. Призван в 1942. Красноармеец, Погиб, октябрь 1944. Похоронен: дер. Азалмудша Мадонского района. Латвия.
- МЕДВЕДЕВ Прокопий Васильевич. род. 1902, дер. Чистое. Чистовсквй сельсовет. Призван в 1941. Младший сержант, Погиб, февраль 1945. Похоронен: Польша.
- НИКИФОРОВ Ипполит Никифорович. род. 1896, дер. Чистое. Чистовский сельсовет. Призван в 1941. Красноармеец, Погиб, декабрь 1942.
- ОСИПОВ Григорий Осипович. род. 1903, дер. Чистое. Чистовский сельсовет. Призван в 1941. Красноармеец, Погиб, май 1942.
- СЕРГЕЕВ Михаил Михайлович. род. дер. Чистое. Чистовский сельсовет. Призван в 1940. Старшина, Умер от болезни, июнь 1945. Похоронен: Германия.
- ВАСИЛЬЕВ Максим Васильевич. род. 1894, дер. Чистое. Чистовский сельсовет. Призван в 1941. Красноармеец, Умер от ран, октябрь 1944. Похоронен: ст. Козлова Руда. Литва.
- ВАСИЛЬЕВ Николай Васильевич. род. 1899, дер. Чистое. Чистовский сельсовет. Призван в 1942. Красноармеец, Погиб, март 1942. Похоронен: дер. Вольгово Велижского района Смоленской области.

Книга памяти, Торопецкий район

## Современная жизнь
К середине первого десятилетия XXI века в Чистом осталось только 5 постоянных жителей, пенсионеров.

В 2008 началось возрождение почти умершего села. Молодые энтузиасты по большей части творческих профессий, оценив по достоинству географические, природные и исторические качества места, купили здесь участки и решили возродить деревню. Строятся новые дома, благоустраивается территория, очищено кладбище около церкви, начинается реставрация церкви, заложена новая часовня.
В Чистом была сыграна свадьба (первая за 35 лет), прошел Фестиваль Друзей — смотр талантов: выставки художников, мини-кинофестиваль, лекции по науке и искусству.
Благодаря близкому расположению и дружбе с сотрудниками биостанции «Чистый Лес», деревня постоянно посещается российскими и иностранными учеными, волонтерами и журналистами.